# Bae Jin-young
Bae Jin-young (hangul: 배진영; Seúl, 10 de mayo de 2000), también conocido simplemente como Jinyoung, es un cantante y actor surcoreano, conocido por ser exmiembro de los grupos masculinos surcoreanos CIX y Wanna One.

## Biografía
Bae Jin-young nació el 10 de mayo de 2000 en Seúl, Corea del Sur. Estudió en Lila Art High School.

## Carrera

### Predebut
Jinyoung fue aprendiz de C9 Entertainment durante 10 meses.

### 2017-2019: Produce 101 y Wanna One
Jinyoung participó en la segunda temporada del programa de supervivencia surcoreano Produce 101, que se emitió en Mnet del 7 de abril al 16 de junio de 2017. Jinyoung ganó rápidamente una inmensa popularidad antes de que el programa se estrenase debido a que su vídeo de presentación se volvió viral. En el episodio final, Jinyoung ocupó el puesto 10 con 807,749 votos y, por lo tanto, se ganó un lugar en el grupo masculino surcoreano Wanna One administrado por YMC Entertainment. Jinyoung debutó oficialmente en Wanna One durante el "Wanna One Premier Show-Con" el 7 de agosto de 2017, en Gocheok Sky Dome con el miniálbum EP 1X1=1 (To Be One). El lugar es el más grande jamás utilizado para el evento de debut de un grupo musical surcoreano, y el concierto fue todo un éxito, con un número reportado de asistentes que superó las 20.000 personas.
Mientras promocionaba en Wanna One, Bae recibió elogios de la crítica por su liderazgo en el escenario y su notable evolución desde que compitió en la temporada 2 de Produce 101. Jinyoung ha recibido 100 premios notables con Wanna One, lo que refleja los logros musicales y la popularidad que tuvo el grupo, y ha promocionado 25 marcas diferentes en varios comerciales.
Debido a la disolución de Wanna One, el grupo celebró su concierto final, "Therefore", que se llevó a cabo durante cuatro días, desde el 24 de enero hasta el 27 de enero de 2019, en el Gocheok Sky Dome en Seúl, donde el grupo realizó su primer concierto. El concierto final marcó la última aparición de Jinyoung como miembro de Wanna One.

### 2019-presente: Actividades en solitario yCIX
Tras la disolución de Wanna One, C9 Entertainment anunció la primera gira de Bae Jin-young en Asia, "IM YOUNG", el 27 de febrero. La gira se llevó a cabo en varios lugares de Corea del Sur, Filipinas, Japón, Singapur, Tailandia, China y Taiwán.
Bae Jinyoung debutó como solista el 26 de abril con su álbum sencillo "Hard To Say Goodbye". El álbum alcanzó el puesto número 3 en las listas de Gaon.
En julio de 2019, Bae debutó como centro, rostro y bailarín principal del grupo de chicos CIX, bajo su agencia C9 Entertainment. Estuvo en el grupo hasta agosto de 2024, cuando su contrato con la discográfica finalizó. Después de eso, en diciembre de 2024, firmó un contrato con la compañía discográfica Aura Entertainment.

## Discografía

### Álbumes sencillo
| Título              | Detalles del álbum | Posiciones más altas en los gráficos | Posiciones más altas en los gráficos | Ventas        |
| Título              | Detalles del álbum | COR                                  | US World                             | Ventas        |
| ------------------- | --- | ------------------------------------ | ------------------------------------ | ------------- |
| Hard to Say Goodbye | - Fecha de lanzamiento: 26 de abril de 2019 - Etiqueta: C9 Entertainment - Formatos: CD, descarga digital, streaming Lista de sencillos 1. "Hard to Say Goodbye" (끝을 받아들이기가 어려워) 2. "Hard to Say Goodbye" (끝을 받아들이기가 어려워) (instrumental) | 3                                    | —                                    | - COR: 63,987 |

### Sencillos
| "Hard to Say Goodbye" (끝을 받아들이기가 어려워)                                          | 2019 | — | — | — | Hard to Say Goodbye |
| "—" denota artículos que no aparecieron en el gráfico o que no se lanzaron en esa región. |      |   |   |   |                     |

### Colaboraciones
| "I Believe" (con Kim Yo-han)                                                               | 2020 | — | — | Sencillo sin álbum |
| "—" denota lanzamientos que no figuraron en las listas o que no se lanzaron en esa región. |      |   |   |                    |

## Filmografía

### Programas de televisión
| Año  | Título                  | Difusión | Papel       | Nota(s)                    | Ref.   |
| ---- | ----------------------- | -------- | ----------- | -------------------------- | ------ |
| 2017 | Produce 101 Temporada 2 | Mnet     | Concursante | Terminó en el décimo lugar | [ 22 ] |